# Rue du Général-Estienne (Reims)
Pour les articles homonymes, voir Rue du Général-Estienne.
La rue du Général-Estienne  est une voie de la commune française de Reims.

## Situation et accès
La rue Estienne appartient administrativement au quartier centre-ville de Reims et rend hommage depuis 1961 au père des chars Jean-Baptiste Eugène Estienne.
La voie est à double sens en reliant la place de la gare à la place d'Erlon en traversant les basses-promenades.

## Origine du nom
Elle porte le nom du général Jean-Baptiste Estienne créateur de l'arme blindée en France — ce qui lui a valu le surnom de « Père des chars » —.

## Bâtiments remarquables et lieux de mémoire

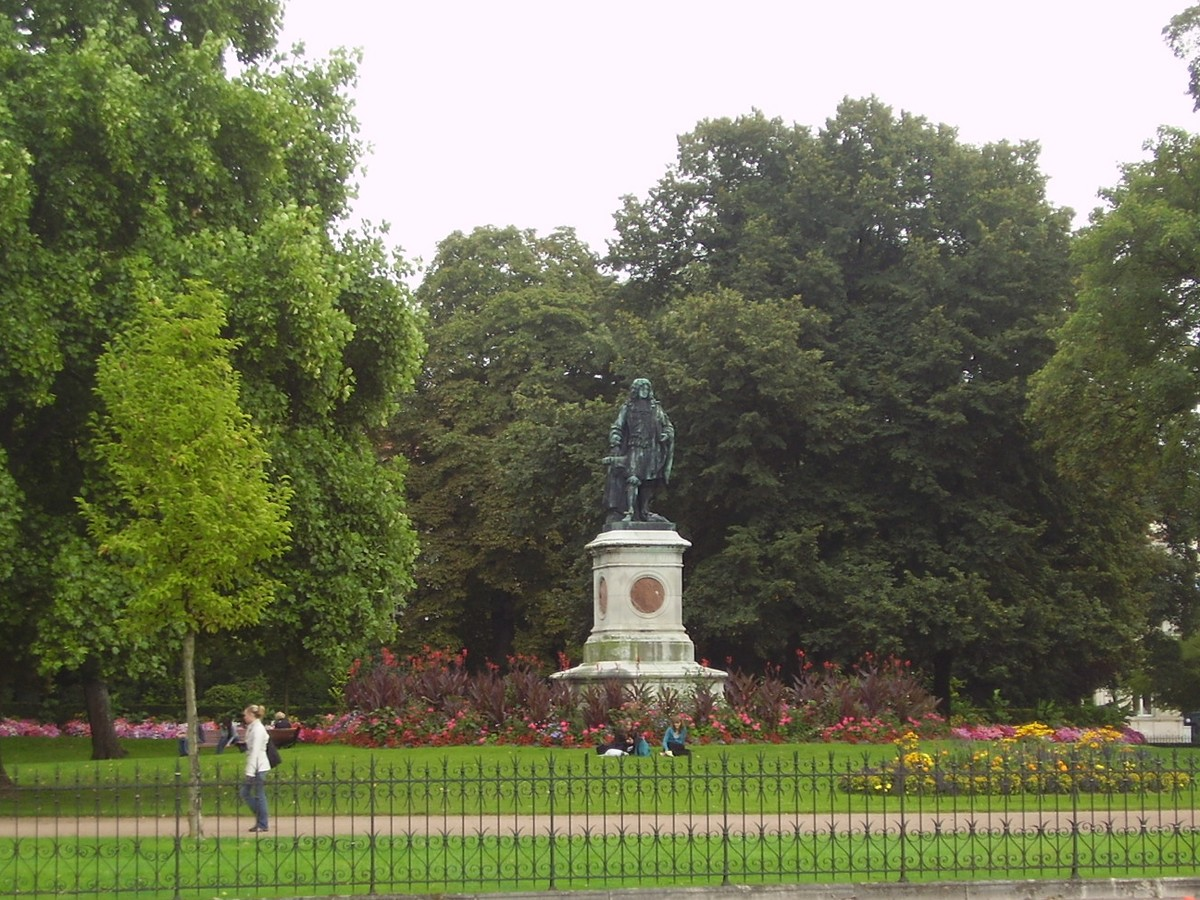
La statue de Colbert.

- La statue de Colbert.